# Lista de ministros do Mar e das Pescas de Portugal

Bandeira de ministro de Portugal.

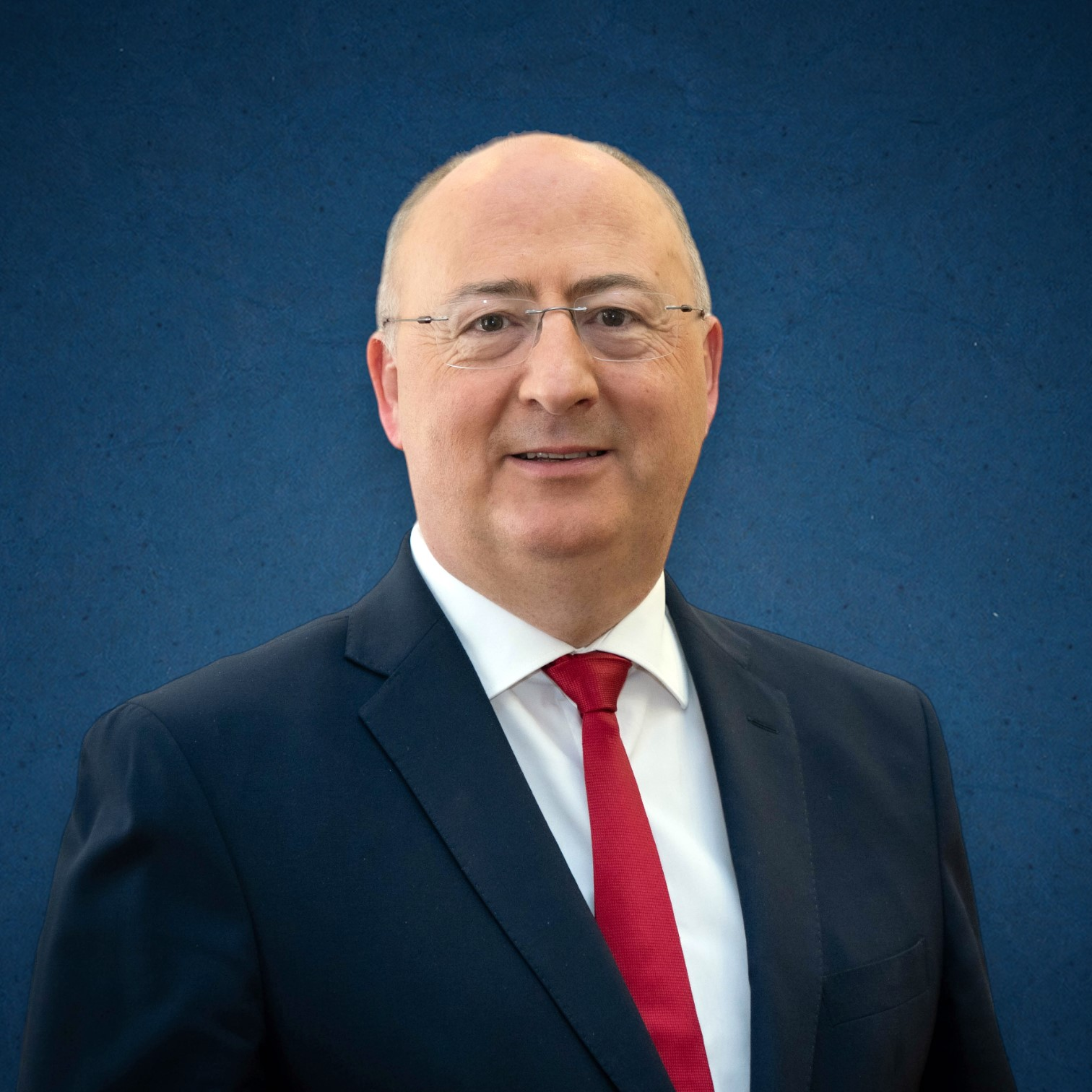
José Manuel Fernandes, atual ministro da Agricultura e Mar.

Esta é uma lista de ministros do Mar e de ministros das Pescas em Portugal, entre a criação do Ministério da Agricultura e Pescas a 26 de março de 1975, e a atualidade.
A lista cobre o atual período democrático (1974–atualidade).

## Designação
Entre 1975 e a atualidade, o cargo de ministro do Mar ou das Pescas teve as seguintes designações:
- Ministro da Agricultura e Pescas — designação usada entre 26 de março de 1975 e 4 de setembro de 1981;
- Ministro da Agricultura, Comércio e Pescas — designação usada entre 4 de setembro de 1981 e 9 de junho de 1983;
- Ministro do Mar — designação usada entre 9 de junho de 1983 e 6 de novembro de 1985
- Ministro da Agricultura, Pescas e Alimentação — designação usada entre 6 de novembro de 1985 e 31 de outubro de 1991;
- Ministro do Mar — designação usada entre 31 de outubro de 1991 e 28 de outubro de 1995;
- Ministro da Agricultura, do Desenvolvimento Rural e das Pescas — designação usada entre 28 de outubro de 1995 e 17 de julho de 2004;
- Dois ministros responsáveis:[Nota 1]
  - Ministro de Estado, da Defesa Nacional e dos Assuntos do Mar — designação usada entre 17 de julho de 2004 e 12 de março de 2005
  - Ministro da Agricultura, Pescas e Florestas — designação usada entre 17 de julho de 2004 e 12 de março de 2005
- Ministro da Agricultura, do Desenvolvimento Rural e das Pescas — designação usada entre 12 de março de 2005 e 21 de junho de 2011;
- Ministro da Agricultura, Mar, Ambiente e Ordenamento do Território — designação usada entre 21 de junho de 2011 e 24 de julho de 2013;
- Ministro da Agricultura e do Mar — designação usada entre 24 de julho de 2013 e 26 de novembro de 2015;
- Ministro do Mar — designação usada entre 26 de novembro de 2015 e 30 de março de 2022;
- Ministro da Economia e do Mar — designação usada entre 30 de março de 2022 e 2 de abril de 2024;
- Ministro da Agricultura e Pescas — designação usada entre 2 de abril de 2024 e 5 de junho de 2025.
- Ministro da Agricultura e Mar — designação usada desde 5 de junho de 2025.

## Numeração
São contabilizados os períodos em que o ministro esteve no cargo ininterruptamente, não contando se este serve mais do que um mandato, e não contando ministros provisórios durante os respetivos mandatos. Ministros que sirvam em períodos distintos são, obviamente, distinguidos numericamente. No caso em que servem dois ministros ao mesmo tempo, estes são contabilizados duas vezes com o mesmo número, seguindo a numeração no próximo ministro.

## Lista
Legenda de cores

(para partidos e correntes políticas)
| Terceira República (1974–presente)       |                                                                                                |                    |                         |                         |         |                                                                                   |
| #                                        | Ministro da Agricultura e Pescas (Nascimento–Morte)                                            | Retrato            | Início do mandato       | Fim do mandato          | Governo | Governo                                                                           |
| Governos Provisórios (1974–1976)         |                                                                                                |                    |                         |                         |         |                                                                                   |
| 1                                        | Fernando de Oliveira Baptista (1942–)                                                          |                    | 26 de março de 1975     | 19 de setembro de 1975  |         | IV Prov. Gonçalves                                                                |
| 1                                        | Fernando de Oliveira Baptista (1942–)                                                          | V Prov. Gonçalves  | 26 de março de 1975     | 19 de setembro de 1975  |         |                                                                                   |
| 2                                        | António Poppe Lopes Cardoso (1933–2000)                                                        |                    | 19 de setembro de 1975  | 23 de julho de 1976     |         | VI Prov. Pinheiro de Azevedo                                                      |
| Governos Constitucionais (1976-Presente) |                                                                                                |                    |                         |                         |         |                                                                                   |
| –                                        | António Poppe Lopes Cardoso (continuação) (1933–2000)                                          |                    | 23 de julho de 1976     | 5 de novembro de 1976   |         | I Soares                                                                          |
| 3                                        | António Miguel de Morais Barreto (1942–)                                                       |                    | 5 de novembro de 1976   | 30 de janeiro de 1978   |         | I Soares                                                                          |
| 4                                        | Luís Silvério Gonçalves Saias (1924–2023)                                                      |                    | 30 de janeiro de 1978   | 29 de agosto de 1978    |         | II Soares                                                                         |
| 5                                        | Apolinário José Barbosa da Cruz Vaz Portugal (1930–2008)                                       |                    | 29 de agosto de 1978    | 1 de agosto de 1979     |         | III Nobre da Costa                                                                |
| 5                                        | Apolinário José Barbosa da Cruz Vaz Portugal (1930–2008)                                       | IV Mota Pinto      | 29 de agosto de 1978    | 1 de agosto de 1979     |         |                                                                                   |
| 6                                        | Joaquim da Silva Lourenço (1933–)                                                              |                    | 1 de agosto de 1979     | 3 de janeiro de 1980    |         | V Pintasilgo                                                                      |
| 7                                        | António José Baptista Cardoso e Cunha (1934–2021)                                              |                    | 3 de janeiro de 1980    | 3 de setembro de 1981   |         | VI Sá Carneiro (até 4 dez. 1980) Freitas do Amaral (desde 4 dez. 1980) (interino) |
| 7                                        | António José Baptista Cardoso e Cunha (1934–2021)                                              | VII Pinto Balsemão | 3 de janeiro de 1980    | 3 de setembro de 1981   |         |                                                                                   |
| #                                        | Ministro da Agricultura, Comércio e Pescas (Nascimento–Morte)                                  | Retrato            | Início do mandato       | Fim do mandato          | Governo | Governo                                                                           |
| 8                                        | Basílio Adolfo Mendonça Horta da França (1943–)                                                |                    | 4 de setembro de 1981   | 9 de junho de 1983      |         | VIII Pinto Balsemão                                                               |
| #                                        | Ministro do Mar (Nascimento–Morte)                                                             | Retrato            | Início do mandato       | Fim do mandato          | Governo | Governo                                                                           |
| 9                                        | Carlos Montez Melancia (1927–2022)                                                             |                    | 9 de junho de 1983      | 15 de fevereiro de 1985 |         | IX Soares                                                                         |
| 10                                       | José de Almeida Serra (1942–)                                                                  |                    | 15 de fevereiro de 1985 | 6 de novembro de 1985   |         | IX Soares                                                                         |
| #                                        | Ministro da Agricultura, Pescas e Alimentação (Nascimento–Morte)                               | Retrato            | Início do mandato       | Fim do mandato          | Governo | Governo                                                                           |
| 11                                       | Álvaro Roque de Pinho Bissaia Barreto (1936–2020)                                              |                    | 6 de novembro de 1985   | 5 de janeiro de 1990    |         | X Cavaco Silva                                                                    |
| 11                                       | Álvaro Roque de Pinho Bissaia Barreto (1936–2020)                                              | XI Cavaco Silva    | 6 de novembro de 1985   | 5 de janeiro de 1990    |         |                                                                                   |
| 12                                       | Arlindo Marques da Cunha (1950–)                                                               |                    | 5 de janeiro de 1990    | 31 de outubro de 1991   |         |                                                                                   |
| #                                        | Ministro do Mar (Nascimento–Morte)                                                             | Retrato            | Início do mandato       | Fim do mandato          | Governo | Governo                                                                           |
| 13                                       | Eduardo Eugénio Castro de Azevedo Soares (1941–2010)                                           |                    | 31 de outubro de 1991   | 16 de março de 1995     |         | XII Cavaco Silva                                                                  |
| 14                                       | António Baptista Duarte Silva (1941–2011)                                                      |                    | 16 de março de 1995     | 28 de outubro de 1995   |         | XII Cavaco Silva                                                                  |
| #                                        | Ministro da Agricultura, do Desenvolvimento Rural e das Pescas (Nascimento–Morte)              | Retrato            | Início do mandato       | Fim do mandato          | Governo | Governo                                                                           |
| 15                                       | Fernando Manuel Van-Zeller Gomes da Silva (1938–)                                              |                    | 28 de outubro de 1995   | 3 de outubro de 1998    |         | XIII Guterres                                                                     |
| 16                                       | Luís Manuel Capoulas Santos (1951–)                                                            |                    | 3 de outubro de 1998    | 6 de abril de 2002      |         | XIII Guterres                                                                     |
| 16                                       | Luís Manuel Capoulas Santos (1951–)                                                            | XIV Guterres       | 3 de outubro de 1998    | 6 de abril de 2002      |         |                                                                                   |
| 17                                       | Armando José Cordeiro Sevinate Pinto (1946–2015)                                               |                    | 6 de abril de 2002      | 17 de julho de 2004     |         | XV Durão Barroso                                                                  |
| #                                        | Ministro da Agricultura, Pescas e Florestas (Nascimento–Morte)                                 | Retrato            | Início do mandato       | Fim do mandato          | Governo | Governo                                                                           |
| 18                                       | Carlos Henrique da Costa Neves (1954–)                                                         |                    | 17 de julho de 2004     | 12 de março de 2005     |         | XVI Santana Lopes                                                                 |
| 18                                       | Ministro de Estado e da Defesa Nacional e dos Assuntos do Mar (Nascimento–Morte)               | Retrato            | 17 de julho de 2004     | 12 de março de 2005     |         | XVI Santana Lopes                                                                 |
| 18                                       | Paulo de Sacadura Cabral Portas (1962–)                                                        |                    | 17 de julho de 2004     | 12 de março de 2005     |         | XVI Santana Lopes                                                                 |
| #                                        | Ministro da Agricultura, do Desenvolvimento Rural e das Pescas (Nascimento–Morte)              | Retrato            | Início do mandato       | Fim do mandato          | Governo | Governo                                                                           |
| 20                                       | Jaime de Jesus Lopes Silva (1954–)                                                             |                    | 12 de março de 2005     | 26 de outubro de 2009   |         | XVII Sócrates                                                                     |
| 21                                       | António Manuel Soares Serrano (1965–)                                                          |                    | 26 de outubro de 2009   | 21 de junho de 2011     |         | XVIII Sócrates                                                                    |
| #                                        | Ministro da Agricultura, do Mar, do Ambiente e do Ordenamento do Território (Nascimento–Morte) | Retrato            | Início do mandato       | Fim do mandato          | Governo | Governo                                                                           |
| 22                                       | Maria de Assunção Oliveira Cristas Machado da Graça (1974–)                                    |                    | 21 de junho de 2011     | 24 de julho de 2013     |         | XIX Passos Coelho                                                                 |
| #                                        | Ministro da Agricultura e do Mar (Nascimento–Morte)                                            | Retrato            | Início do mandato       | Fim do mandato          | Governo | Governo                                                                           |
| –                                        | Maria de Assunção Oliveira Cristas Machado da Graça (continuação) (1974–)                      |                    | 24 de julho de 2013     | 26 de novembro de 2015  |         | XIX Passos Coelho                                                                 |
| –                                        | Maria de Assunção Oliveira Cristas Machado da Graça (continuação) (1974–)                      | XX Passos Coelho   | 24 de julho de 2013     | 26 de novembro de 2015  |         |                                                                                   |
| #                                        | Ministro do Mar (Nascimento–Morte)                                                             | Retrato            | Início do mandato       | Fim do mandato          | Governo | Governo                                                                           |
| 23                                       | Ana Paula Mendes Vitorino (1962–)                                                              |                    | 26 de novembro de 2015  | 26 de outubro de 2019   |         | XXI Costa                                                                         |
| 24                                       | Ricardo da Piedade Abreu Serrão Santos (1954–)                                                 |                    | 26 de outubro de 2019   | 30 de março de 2022     |         | XXII Costa                                                                        |
| #                                        | Ministro da Economia e do Mar (Nascimento–Morte)                                               | Retrato            | Início do mandato       | Fim do mandato          | Governo | Governo                                                                           |
| 25                                       | António José da Costa Silva (1952–)                                                            |                    | 30 de março de 2022     | 2 de abril de 2024      |         | XXIII Costa                                                                       |
| #                                        | Ministro da Agricultura e Pescas (Nascimento–Morte)                                            | Retrato            | Início do mandato       | Fim do mandato          | Governo | Governo                                                                           |
| 26                                       | José Manuel Ferreira Fernandes (1967–)                                                         |                    | 2 de abril de 2024      | 5 de junho de 2025      |         | XXIV Montenegro                                                                   |
| #                                        | Ministro da Agricultura e Mar (Nascimento–Morte)                                               | Retrato            | Início do mandato       | Fim do mandato          | Governo | Governo                                                                           |
| –                                        | José Manuel Ferreira Fernandes (continuação) (1967–)                                           |                    | 5 de junho de 2025      | presente                |         | XXV Montenegro                                                                    |

### Lista de ministros do Mar ou das Pescas vivos
| Nome                    | Mandato(s) | Idade                                         |
| ----------------------- | ---------- | --------------------------------------------- |
| Fernando Baptista       | 1975       | 83 anos e 53 dias                             |
| António Barreto         | 1976–1978  | 82 anos e 217 dias                            |
| Joaquim Lourenço        | 1979–1980  | Entre 92 anos e 154 dias e 91 anos e 155 dias |
| Basílio Horta           | 1981–1983  | 81 anos e 200 dias                            |
| José de Almeida Serra   | 1985       | Entre 83 anos e 154 dias e 82 anos e 155 dias |
| Arlindo da Cunha        | 1990–1991  | 74 anos e 201 dias                            |
| Fernando Gomes da Silva | 1995–1998  | 86 anos e 319 dias                            |
| Luís Capoulas Santos    | 1998–2002  | 73 anos e 286 dias                            |
| Carlos Costa Neves      | 2004–2005  | 70 anos e 353 dias                            |
| Paulo Portas            | 2004–2005  | 62 anos e 265 dias                            |
| Jaime Silva             | 2005–2009  | 71 anos e 103 dias                            |
| António Serrano         | 2009–2011  | 60 anos e 139 dias                            |
| Assunção Cristas        | 2011–2015  | 50 anos e 249 dias                            |
| Ana Paula Vitorino      | 2015–2019  | 63 anos e 40 dias                             |
| Ricardo Serrão Santos   | 2019–2022  | 70 anos e 236 dias                            |
| António Costa Silva     | 2022–2024  | 72 anos e 193 dias                            |
| José Manuel Fernandes   | 2024–      | 57 anos e 313 dias                            |